# Зіпо кілевата
Зіпо кілевата (Chironius carinatus) — неотруйна змія з роду зіпо родини полозових (Colubridae). Має 3 підвиди. Інші назви «кутім-бойя», «звичайна зіпо».

## Опис
Загальна довжина коливається від 2 до 3 м. Зазвичай має 2,2 м. Голова невелика, тулуб стрункий, стиснутий з боків. З боків є різною мірою виражені поздовжні килі, утворені перегинами окремих черевних щитків на боки тулуба. Звідси й походить назва цієї змії. Спина забарвлена у густий темно-зелений колір, черево жовтого або жовто-зеленого кольору. Своїм забарвленням, тонким тулубом імітує гілки дерев або ліани.

## Спосіб життя
Полюбляє густі чагарникові зарості поблизу водойм й серед боліт. Однаково стрімко й спритно рухається по землі та гілкам, добре плаває. Активна вдень. Харчується земноводними, птахами, дрібними ссавцями, зрідка рибою.
При роздратовані може робити довгі стрибки у бік ворога й люто кусатися.
Це яйцекладна змія. Самиця відкладає до 10—15 яєць.

## Розповсюдження
Мешкає у Коста-Риці, Панамі, Бразилії, Колумбії, Еквадорі, Гвіані, Перу, Венесуелі, на островах Тринідад, Гваделупа, Сен-Вінсент.

## Підвиди
- Chironius carinatus flavopictus
- Chironius carinatus spixi
- Chironius carinatus carinatus